# Fredeluga de capell blanc
La fredeluga de capell blanc (Vanellus albiceps) és una espècie d'ocell de la família dels caràdrids (Charadriidae) que habita vores de rius i platges de la zona afrotròpica, a gran part de l'Àfrica Subsahariana, deixant fora les zones de selva humida.